# Bride of the Monster

Bride of the Monster este un film SF de groază american din 1955 regizat de Edward D. Wood, Jr. pentru Banner Pictures. În rolurile principale joacă actorii Bela Lugosi, Tor Johnson, Tony McCoy, Loretta King.
O continuare, denumită Night of the Ghouls, a fost finalizată în 1959, dar din cauza unor probleme financiare de ultimă oră nu a fost distribuit până în 1987.

## Actori
| Actor          | Personaj                |  |
| -------------- | ----------------------- |  |
| Béla Lugosi    | Dr. Eric Vornoff        |  |
| Tor Johnson    | Lobo                    |  |
| Tony McCoy     | Lt. Dick Craig          |  |
| Loretta King   | Janet Lawton            |  |
| Harvey B. Dunn | Capt. Tom Robbins       |  |
| George Becwar  | Prof. Vladimir Strowski |  |
| Paul Marco     | Officer Kelton          |  |
| Don Nagel      | Det. Marty Martin       |  |
| Bud Osborne    | Mac                     |  |
| John Warren    | Jake                    |  |

## Vezi și
- Mireasa lui Frankenstein (1935)
- Listă de filme americane din 1955